# Emphatischer Konsonant
Der Begriff Emphatische Konsonanten stammt aus der Sprachwissenschaft in den semitischen Sprachen und beschreibt eine Reihe von Rauschkonsonanten, welche sich von anderen stimmhaften und stimmlosen Konsonanten unterscheiden.

## Aussprache und Ursprünge im Proto-Semitischen
In manchen semitischen Sprachen werden die emphatischen Laute als Pharyngale, Velare oder Ejektive artikuliert, im Kontrast zu den einfachen, in den europäischen Sprachen bekannten, stimmhaften oder stimmlosen Konsonanten.
Der Begriff emphatisch wird teilweise auch in Bezug auf andere afroasiatische Sprachen verwendet, in denen die Emphase durch ejektive oder implosive Konsonanten ausgedrückt wird. In der semitischen Fachliteratur werden die emphatischen Konsonanten üblicherweise durch einen zusätzlichen Punkt unterhalb des entsprechenden Konsonanten des lateinischen Alphabets gekennzeichnet (z. B. ṭ, ṣ, ḍ und ẓ), um die phonetischen Eigenschaften hervorzuheben, die diese Konsonanten von den anderen Konsonanten unterscheidet. In der arabischen Sprache ist die Bezeichnung emphatisch gleichbedeutend mit einer Sekundärartikulation mit verengtem Rachen- oder Hinterzungenraum, welche je nach Artikulationsstelle als Velarisierung oder Pharyngalisierung betrachtet wird. Innerhalb der arabischen Sprache variiert die phonetische Realisierung der emphatischen Konsonanten von Dialekt zu Dialekt, es wird aber meistens der pharyngale Konsonant verwendet. In äthiopischen und modernen südarabischen Sprachen werden die emphatischen Konsonanten durch ejektive Konsonanten artikuliert. Obwohl diese Laute nicht notwendigerweise phonetisch miteinander übereinstimmen, so stammen sie doch schriftgeschichtlich aus einer gemeinsamen Quelle ab.
Diese fünf emphatischen Konsonanten finden sich bereits in der proto-semitischen Sprache:
- ṭ: Ein dentaler Plosiv (= [t’]), gleich mit heutigem arabischem ط
- ṱ: Ein (inter)-dentaler Frikativ (= [θ’])
- ṣ: Eine alveolare Affrikate (= [s’])
- ṣ́: Eine laterale Affrikate (= [(t)ɬ’])
- ḳ: Ein velarer Plosiv (= [k’] oder [q’]), gleich mit heutigem arabischen ق

## Emphatische Konsonanten im Arabischen
Die als emphatisch bezeichneten Konsonanten unterscheiden sich von ihren nicht-emphatischen Entsprechungen dadurch, dass sie mit mehr Emphase (d. h. einem höheren Luftausstoß) und leicht gepresst ausgesprochen werden. Hierzu presst man die Hinter- und Vorderzunge, die bei den nicht-emphatischen Lauten außer der Zungenspitze abgesenkt ist, an den Gaumen. Dadurch färbt sich der dem Konsonanten folgende Vokal dunkel. Das a, normalerweise offen, fast wie [ä] ausgesprochen, klingt nach einem emphatischen Konsonanten wie dunkles, an ein offenes o erinnerndes a, i verändert sich in Richtung eines offenen e, und u klingt nahezu wie o.
Die arabische Sprachwissenschaft kennt drei Eigenschaften, die mit dem Konzept der emphatischen Konsonanten in Zusammenhang stehen.
1.) Vier Konsonanten im modernen Arabisch gelten als مطبقة / muṭbaqa / ‚bedeckt‘ (die Zunge bedeckt Teile des Palatums):
- ṣ: ص, das emphatische Gegenstück zu س
- ḍ: ض, das emphatische Gegenstück zu د
- ṭ: ط, das emphatische Gegenstück zu ت
- ẓ: ظ, das emphatische Gegenstück zu ذ.

2.) Zusätzlich zu diesen vier gelten drei weitere als مستعلية / mustaʿlīya / ‚erhöhend‘ (die Vokalfärbung betreffend):
- ḫ: خ
- ġ: غ
- q: ق.

Die unter 1.) und 2.) genannten Konsonanten gelten als stets مفخمة / mufaḫḫama / ‚velarisiert/pharyngalisiert‘.
3.) Drei weitere Laute können unter gewissen Voraussetzungen ebenfalls mufaḫḫama sein:
- ā: ا, nach einem der mufaḫḫama-Konsonanten
- l: ل, im Wort الله / Allāh, jedoch nicht nach Kasra.
- r: ر, in Abhängigkeit von den umgebenden Vokalen.

## Emphatische Konsonanten im Hebräischen
In der Aussprache des modernen Hebräisch wird in der Regel zwischen emphatischen und nicht emphatischen Konsonanten nicht mehr unterschieden. Der emphatische Charakter einzelner Laute hat sich verloren, die emphatischen Laute sind mit ihrem nicht emphatischen Pendant zusammengefallen. In der Aussprache mancher Einwanderergruppen werden in Israel jedoch noch emphatische Konsonanten artikuliert; so differenzieren beispielsweise irakischstämmige Juden Kaf (כ) von Koph (ק) und Taw (ת) von Tet (ט). In der hebräischen Schrift sind die emphatischen Konsonanten durch die Verwendung eigener Buchstaben weiterhin erkennbar:
- q: ק ist das (ursprünglich) emphatische Pendant zu k, כ.
- ṣ: צ ist ein (ursprünglich) emphatisches stimmloses s; heute wird es ts ausgesprochen, wie deutsches z.
- ṭ: ט ist das (ursprünglich) emphatische Pendant zu t, ת.

Der Vokalismus ändert sich nach der masoretischen Festlegung der hebräischen Phonetik im Umfeld dieser Laute nicht. Lediglich vor oder nach Gutturalen (den Buchstaben Aleph, He, Chet, Ajin und ggfls. Resch) geschieht dies regelmäßig, ähnlich wie oben für das Arabische unter 2.) und 3.) dargestellt; so verschieben sich i zu e oder a, e zu a, u zu o, wenn ein Guttural folgt.

## Emphatische Konsonanten im Maltesischen
Auch in der Aussprache des Maltesischen haben sich die emphatischen Laute verloren. Es ist davon auszugehen, dass im mittelalterlichen Maltesisch noch alle oben für die arabische Sprache genannten Laute artikuliert wurden. Das Maltesische ist aus dem Arabischen hervorgegangen und hat sich im Laufe des Mittelalters zu einer eigenständigen Sprache entwickelt, die nicht mehr unter arabischem Einfluss steht.
Im Schriftbild sind die ursprünglich emphatischen Laute nicht erkennbar, da die in der maltesischen Orthographie verwendete lateinische Schrift keine eigenen Buchstaben für sie entwickelt hat. Nur q, das heute wie ein deutlich hörbarer Stimmabsatz ausgesprochen wird, bildet ein eigenes Graphem. In lokalen Dialekten wurde es bis ins 20. Jahrhundert noch als emphatisches k realisiert.
Dennoch bleibt das vokalische Umfeld vom ehemals emphatischen Charakter einzelner Konsonanten weiterhin beeinflusst, vgl. sajf (Sommer) und sejf (Säbel); Ersteres hatte ursprünglich emphatisches stimmloses s, Letzteres hatte einfaches stimmloses s, heute klingen beide s gleich. Emphatische Konsonanten färben den folgenden Vokal meist dunkel (daher sajf), während nicht emphatische ihn eher aufhellen (daher sejf). Im klassischen Arabisch haben beide Wörter noch den Vokal a; jedoch sind dort die beiden s-Laute deutlich unterschieden. Ähnliche Wortpaare lassen sich mit Wörtern bilden, die einen k-Laut enthalten, z. B. qalb (Herz), aber kelb (Hund).